# 福罗拉丽亚节
福罗拉丽亚节(Floralia)是古罗马的节日，用于奉献给佛罗拉女神。在四月底到五月初举行，象征生命循环的更新。最显著的特征有舞蹈、敬酒和大量花卉。这个节日包括"佛罗拉的游戏"（"Ludi Florae"），在罗马帝国下举行六天。
这个节日有一种放荡不羁、追求快乐的气氛。与许多具有贵族特征的节日相比，弗洛拉的游戏具有平民的性质。

## 佛罗拉
佛罗拉是罗马宗教中最古老的女神之一，是拥有自己的国家支持的大祭司"flamen Florialis "的十五个神祗之一。 她是鲜花、植被和生育的女神，在阿瓦尔兄弟，一个古老的神职的神圣丛林中接受祭祀。 据说她在罗马的祭坛是由萨宾人国王提图斯·塔提斯在半传奇的罗马王政时代期间建立的。  “Flusalis”（语言学上相当于“Floralia”）是萨宾历上的一个月份，马库斯·特伦提乌斯·瓦罗将佛罗拉算作萨宾神祗之一。

## 佛罗拉神庙
佛罗拉神庙是在公元前241-238年左右发生的干旱后不久，经与西卜林书协商，在罗马建成的。 该神庙位于阿文提诺山下坡的马克西穆斯競技场附近，该地与罗马的平民有关。节日是为神庙的成立日（4月28日）制定的，只是偶尔举行，直到持续的农作物损失导致其在173年开始每年庆祝。 
佛罗拉拉使卡 ("农村佛罗拉")在奎里纳莱山上有另一座神庙，"弗洛拉·鲁斯特卡神庙"，这可能是塔提斯建立的祭坛的位置。 

## 节日

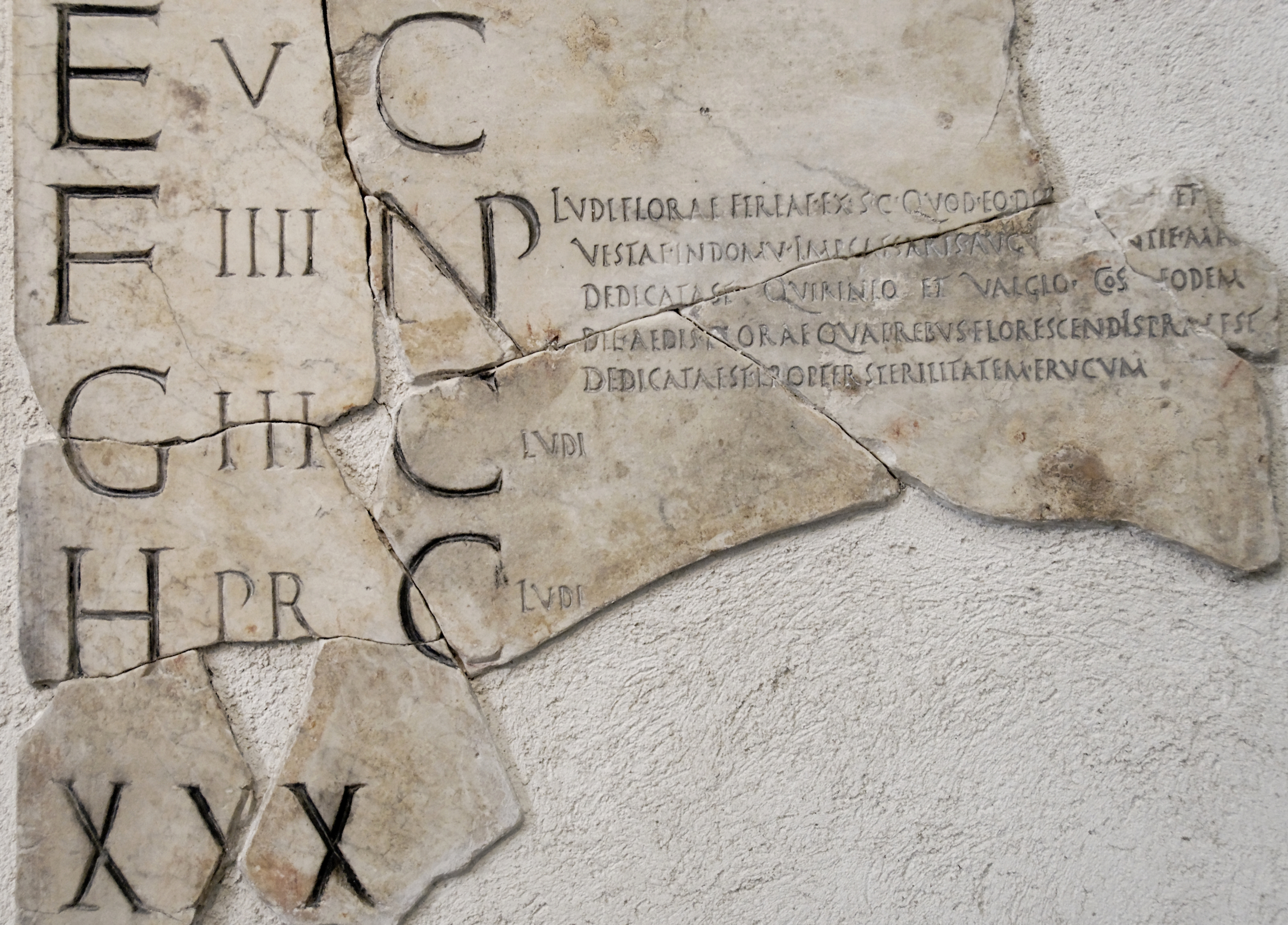
“禁食法”的片段显示了关于“Ludi Florae”的注释

佛罗拉的节日"(ludi) "是由庶民执政官提出的，由公共土地"(ager publicus) "被侵占时收取的罚金支付。 西塞罗提到他在公元前69年担任执政官时为佛罗拉组织节日的作用。  节日以戏剧表演"(ludi scaenici) "拉开帷幕，并以马戏团的竞争性活动和奇观和对佛罗拉的祭祀活动结束。  公元68年，在皇帝塞尔维乌斯·苏尔皮基乌斯·加尔巴的带领下，在佛罗拉节的娱乐活动中出现了一头走钢丝的大象。

### 妓女的参与

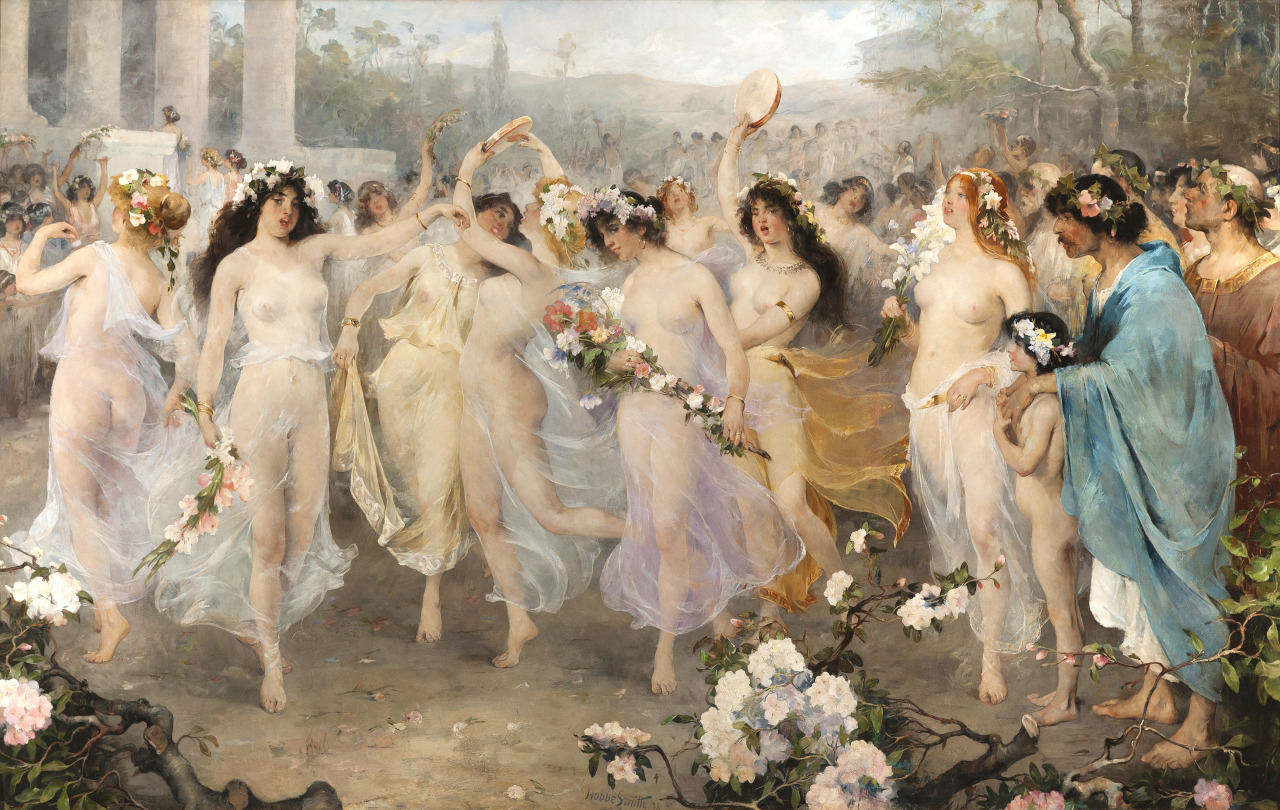
霍比·史密斯: 《福罗拉丽亚节》(1898)

妓女们参加福罗拉丽亚节以及4月23日的葡萄酒节（Vinalia）。根据讽刺作家尤维纳利斯的说法，妓女们当天会裸体跳舞，在模拟角斗士的战斗中作战。 古罗马的大多妓女都是奴隶，甚至从事妓女工作的自由妇女也会失去作为公民的法律和社会地位，但她们在宗教节日上的参与表明，性工作者并没有完全被社会抛弃。 

## 纪念活动
奥维德说兔属和家山羊——被认为是能生育和淫荡的动物——作为庆祝活动的一部分被正式释放。珀修斯说人群被 野豌豆、豆子和 羽扇豆击中，它们也是生育的象征。
与穿着白色服装的卸惹拉节日相比，在此节日穿多色服装是一种习惯。 可能有夜间的纪念活动，因为资料中提到了在戏剧表演后采取的照明措施。
一个资料来源描述了一种称为”Florifertum“的仪式。 此仪式将把麦穗"(spicae) "带进"(fert-) "神龛"(sacrarium)"。目前还不清楚这个祭品是否是献给佛罗拉还是给 刻瑞斯的。 或者，如果是献给佛罗拉的，是否发生在4月27日或5月3日。 奥维德描述了3月1日为纪念卢西娜而举行的“florifertum”。这一天也被作为玛尔斯的'dies natalis'（"生日"）而庆祝。 